# Robin McFarland
Pour les articles homonymes, voir McFarland.
Robin McFarland est un karatéka écossais surtout connu pour avoir remporté l'épreuve de kumite individuel masculin open aux championnats d'Europe de karaté 1974 à Londres, au Royaume-Uni.

## Résultats
| Résultat      | Date | Épreuve                | Catégorie | Compétition                | Ville hôte              |
| ------------- | ---- | ---------------------- | --------- | -------------------------- | ----------------------- |
| Médaille d'or | 1974 | Kumite individuel open | Seniors   | Championnats d'Europe 1974 | Londres, au Royaume-Uni |